# Rhytidothorax hirtus
Rhytidothorax hirtus är en stekelart som först beskrevs av Howard 1894.  Rhytidothorax hirtus ingår i släktet Rhytidothorax och familjen sköldlussteklar. Inga underarter finns listade i Catalogue of Life.